# صدا و سیمای ایلام
صدا و سیمای ایلام یکی از مراکز صدا و سیمای جمهوری اسلامی ایران است که در شهر ایلام فعالیت می‌کند.
(شبکهٔ استانی صدا و سیمای مرکز ایلام از شبکه‌های صدا و سیمای جمهوری اسلامی ایران است.)

## سیمای ایلام
نخستین استودیوی سیما در سال ۱۳۷۱ به‌طور موقت راه‌اندازی شد اما اخبار سیما به صورت ضبطی در محل استودیوی رادیو پخش می‌شد. در سال ۱۳۷۱ تولید و پخش برنامه‌های تلویزیونی برای پخش از شبکهٔ محلی به میزان ۳ ساعت در هفته آغاز شد. با توجه به قابلیت‌ها، نیازها و درخواست مردم، عملیات راه‌اندازی پروژهٔ ساختمانی شبکهٔ استانی صدا و سیمای مرکز ایلام در سال ۱۳۷۲ آغاز شد و پس از سه سال، در سال ۱۳۷۵، ساختمان نو مرکز با مساحتی بالغ بر ۹٬۴۰۰ متر مربع زیربنا در زمینی به مساحت ۴۰٬۰۰۰ متر ساخته شد و هم‌زمان با سفر هاشمی رفسنجانی رئیس‌جمهور وقت و با حضور علی لاریجانی رئیس وقت سازمان صدا و سیما افتتاح گردید. شبکهٔ استانی سیمای ایلام، در تاریخ ۹ تیر ۱۳۸۳ با حضور عزت‌الله ضرغامی (رئیس کل سازمان صدا و سیما) در شهر ایلام افتتاح رسمی شد. از تیر ۱۳۹۶ پخش برنامه‌های سیمای مرکز ایلام به ۲۴ ساعت رسیده‌است.

## فرکانس
شبکهٔ استانی بر روی ماهوارهٔ عربست «بدر ۵» Frequency 12322 SR 27500 5.3 FEC 3/4 POL. V، با فرکانس فوق شبکهٔ استانی کرمانشاه (شبکهٔ زاگرس) را هم دریافت خواهید کرد.

## رادیو ایلام
صدای رادیو ایلام در بهمن سال ۱۳۵۱ در شهر ایلام با استودیویی رادیویی به ابعاد ۳*۲٫۵ متر و با فرستنده‌ای با قدرت یک کیلووات آغاز به کار کرد. مأموریت این مرکز که زیر نظر رادیو تلویزیون ملی ایران، مرکز کرمانشاه اداره می‌شد، تقویت برنامه‌های شبکهٔ رادیویی سراسری صدا برای مردم شهر ایلام و حومه بود. در سال ۱۳۵۲ تولید و پخش برنامهٔ اذان در استودیوی کوچک صدای ایلام آغاز گردید.
نخستین فرستندهٔ تلویزیونی در نیمهٔ دوم سال ۱۳۵۲ با قدرت یک کیلووات در ایستگاه نخجیر ایلام افتتاح شد که این فرستنده شهرهای ایلام، مهران و صالح‌آباد را تحت پوشش شبکهٔ اول قرار می‌داد و چند ماه بعد شبکهٔ دوم نیز در این ایستگاه تقویت گردید.
در سال ۱۳۶۲ برای نخستین بار تولید برنامه‌های رادیویی در این مرکز تجربه شد و سپس با قبول تعهد تولید ۳۰۰ ساعت برنامه در سال ۱۳۶۵ حیات خود را در زمینهٔ برنامه‌سازی مؤثر و با در نظر داشتن اهداف و و موضوعات مشخص آغاز کرد. در همین سال مقدمات استقلال مرکز با همکاری مرکز کرمانشاه فراهم شد و در نهایت در سال ۱۳۶۵ به صورت مرکزی کاملاً مستقل، اداره گردید.